# Ruisseau d'Esparrou
Le ruisseau d'Esparrou ou ruisseau de Coubisou dans sa partie aval, est un ruisseau du sud-ouest de la France, sous-affluent de la Garonne par le Lot.

## Géographie
Le ruisseau d'Esparrou prend sa source dans le nord du département de l'Aveyron, sur la commune du Cayrol, au lieu-dit Puech Megié, en contrebas de la route départementale (RD) 921, vers 840 mètres d'altitude. Il forme un ravin profond de 100 à 150 mètres, sur plus de cinq kilomètres jusqu'à sa confluence avec son affluent le ruisseau de Reboulat qu'il reçoit en rive gauche.
Il prend alors le nom de ruisseau de Coubisou et passe en contrebas du village de Coubisou. Il se jette dans le Lot en rive droite, à 319 mètres d'altitude, près du lieu-dit Pargazan, juste après être passé sous la RD 920.
L'ensemble ruisseau d'Esparrou-ruisseau de Coubisou est long de 10,4 km.

### Communes et département traversés
- À l'intérieur du département de l'Aveyron, le ruisseau d'Esparrou ne baigne que deux communes : Le Cayrol et Coubisou.

### Organisme gestionnaire
L'organisme gestionnaire est l'EPTB « Entente interdépartementale du bassin du Lot ».

## Affluents
Selon le SANDRE, le ruisseau d'Esparrou n'a qu'un seul affluent répertorié, le ruisseau de Reboulat, long de 6 km. Celui-ci ayant un affluent, le ruisseau de Barruguettes, le nombre de Strahler du ruisseau d'Esparrou est de trois.